# نظام الحكم في الكويت
نظام الحكم بالكويت هو طريقة إدارة الدولة لنظام الحكم وتداوله. تنقسم السلطات بالكويت إلى سلطة تشريعية وتنفيذية وقضائية، ويكون الأمير هو رئيس للسلطات الثلاث ولا يسمح بحسب الدستور تشكيل أحزاب على الرغم من وجود الكتل النيابية. ويتميز نظام الحكم بالكويت بأنه نظام وراثي دستوري، حيث أن نظام الحكم يستمد شرعيته على الدستور، وهو بذلك يتيح نقل السلطة داخل الأسرة الحاكمة من ذرية مبارك الصباح ولقب الحاكم هو الأمير، ويتولى الأمير سلطاته التنفيذية من خلال وزرائه، والأحكام القضائية لا تنفذ إلا بعد مصادقة الأمير عليها. وهو الوحيد الذي يستطيع العفو من الأحكام، وجميع القوانين التي يقرها مجلس الأمة لا تصبح نافذة إلا بعد توقيعه عليها خلال مدة شهر. وإلا أصبحت نافذة بدون التوقيع وكأنه وقع عليها، فإن أعادها للمجلس ووافق عليها مرة أخرى تصبح نافذة بدون الحاجة لتوقيعه
والنظام بالكويت هو مزيج من النظام البرلماني والنظام الرئاسي.

### السلطة التنفيذية
تمت الموافقة على دستور الكويت وإصداره في 17 نوفمبر 1962.

#### الحكومة
المقال الرئيسي: مجلس وزراء الكويت
يعين البرلمان مجلسًا من الوزراء يشكل الحكومة. يتم اختيار رئيس الوزراء من قبل مجلس الوزراء.

#### أمير الكويت
الأمير الحالي: مشعل الأحمد الجابر الصباح
ولي العهد الحالي: صباح الخالد الصباح